# Свистельницькі
Свистельницькі (пол. Świstelniccy) — зем'янський рід, у XV—XVII ст. землевласники в Галицькій землі.

## Походження
Рід відомий у Галицькій землі з першої третини XV ст.
Родовий маєток розташовувався в с. Свистельниках Галицького повіту Руського воєводства.

## Опис герба
|  | У блакитному полі — золотий півмісяць, обернений ріжками вгору, над ним, між двома золотими зірками — срібна стріла, скерована гострим кінцем угору. У нашоломнику — 7 павиних пер, простромлених срібною стрілою ліворуч. |

Варто відзначити що згідно різних джерел рід послуговувався не тільки відміною Сас І, а також і іншими.

## Відомі представники
- Єремія (Свистельницький) (пом. після 1678) — єпископ львівський, галицький і кам'янецький.
- Олександр Свистельницький (пом. до 1705) — управитель перегинських маєтків.